# Halloweentown High
Halloweentown High (titulada Preparatoria Halloween en Hispanoamérica y Halloweentown 3: Academia de brujas en España) es una Película Original de Disney Channel de 2004 dirigida por Mark A.Z. Dippé y protagonizada por Kimberly J. Brown, Debbie Reynolds, Joey Zimmerman y Emily Roeske. Se estrenó el 8 de octubre de 2004 en Estados Unidos y el 12 de octubre de 2007 en Latinoamérica. 
Es la secuela de la película de 2001 Halloweentown II: Kalabar's Revenge y la tercera película de la serie Halloweentown. También es la última película de la saga protagonizada por Kimberly J. Brown y Emily Roeske.

## Sinopsis
Después de la apertura del portal, el consejo que gobierna Halloweentown llama a Marnie Piper a declarar, ella propone para demostrar la seguridad de dicho portal, que algunos adolescentes de Halloweentown vengan a estudiar al mundo mortal durante este curso y se juega la magia de las Cromwell en ello, el Concejo acepta pero no sin antes advertirle de su preocupación por la existencia de caballeros (series que en la Edad Media destruían todo rastro de magia). Marnie sin embargo acepta el reto y los trae a estudiar con ella, ayuda a los estudiantes a adaptarse e incluso la abuela Aggie habilita una mágica sala donde ellos pueden reunirse, mientras tanto algunos indicios de la presencia de caballeros preocupan a las Cromwell pero los pasan por alto ante la posibilidad de que fuese una broma.
Sin embargo ante un ataque que los estudiantes sufren en el centro comercial y la desaparición de una estudiante, Cassie, Gwen decide ir a investigar por sí misma.
Llega la noche del Halloween, y se desata el caos, extrañas criaturas aparecen por todas partes sembrando el mal, y las Cromwell se ven amenazadas por todos los que las acusan de ser las causantes de la situación, sin embargo pronto se descubre que el que está detrás del complot es el principal miembro del Concejo el padre de Ethan Dalloway, el quita sus poderes a las Cromwell y sella el portal para siempre.
Tras esto todos los allí presentes comprenden que todos son iguales a pesar de las apariencias y el resto del Concejo, que lo había visto todo a través de un espejo mágico que Aggie guardaba, decidieron reabrir el portal, devolverles su magia a las Cromwell y encerrar el señor Dalloway en un espejo mágico.
Finalmente el portal quedó abierto y todas las criatura de Halloweentown pudieron acceder al mundo mortal cualquier día del año y libremente.

## Reparto
- Kimberly J. Brown como Marnie Cromwell.
- Debbie Reynolds como Splendora Agatha "Aggie" Cromwell.
- Joey Zimmerman como Dylan Cromwell.
- Emily Roeske como Sophie Cromwell.
- Judith Hoag como Gwen Cromwell.
- Lucas Grabeel como Ethan Dalloway.
- Michael Flynn como Edgar Dalloway.
- Finn Wittrock como Cody.
- Eliana Reyes como Cassie.
- Clifton Davis como Director Phil Flannigan.
- Todd Michael Schwartzman como Pete, el hombre lobo.
- Clayton Taylor como el disfraz humano de Chester.
- Olesya Rulin como Natalie, la trol rosada.
- Bob Lanoue como Bobby, el gremlin.
- Jeff Olson como el hombre de seis brazos y miembro del Concejo de Halloweentown.
- Frank Gerrish como la cabeza de calabaza y miembro del Concejo de Halloweentown.
- Mowava Pryor como la vampiro y miembro del Concejo de Halloweentown.
- Aaron Justesen como la momia y miembro del Concejo de Halloweentown.
- Frank Welker como efectos vocales especiales.